# Teobaldo Ciconi
Teobaldo Ciconi (San Daniele del Friuli, 20 dicembre 1824 – Milano, 27 aprile 1863) è stato un giornalista, poeta e drammaturgo italiano.

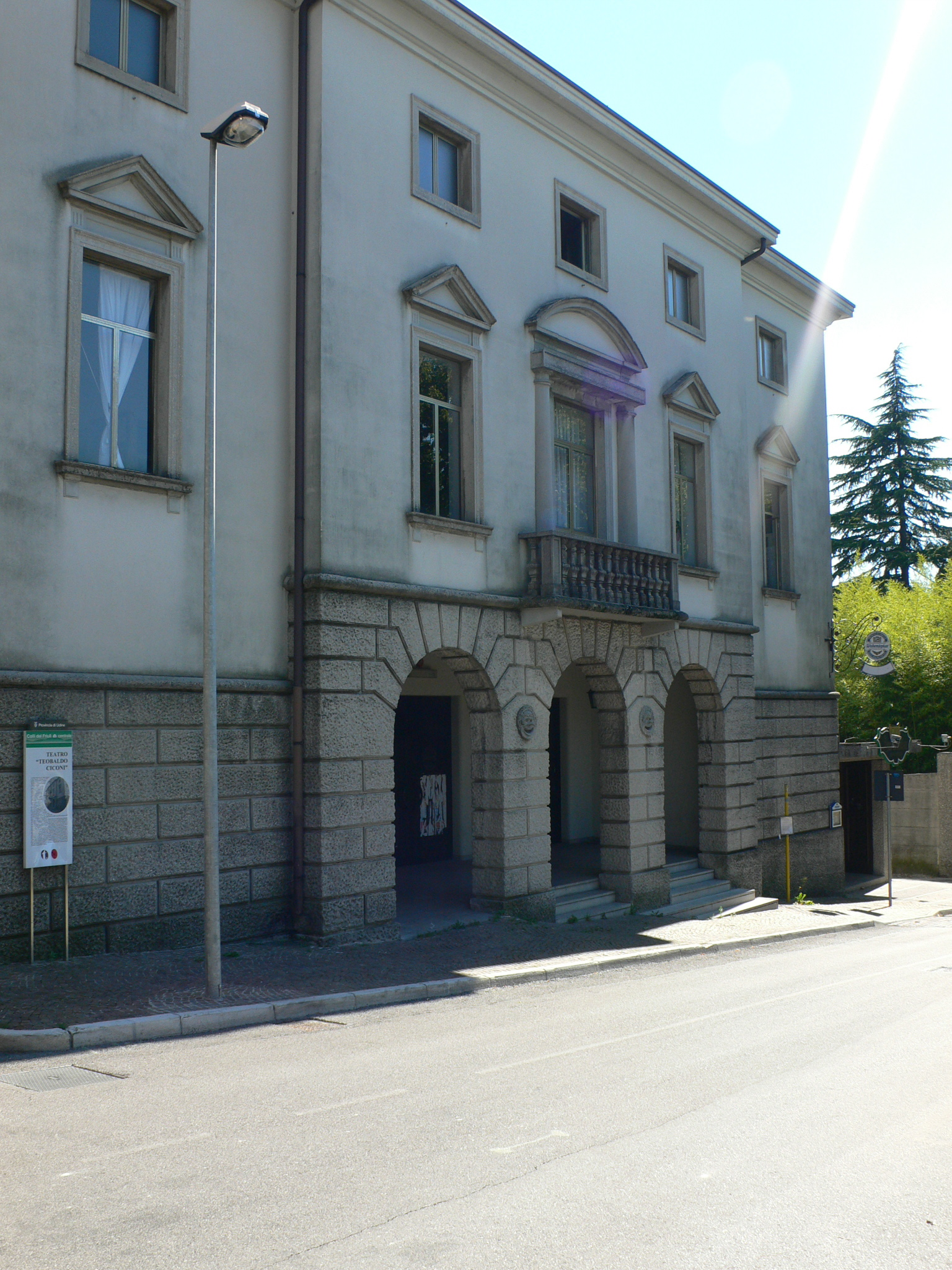
Il teatro di San Daniele dedicato a Ciconi

Questo poeta risorgimentale raccolse grandi consensi per alcune sue opere fra le quali La statua di carne e La figlia unica, delle quali si interessarono anche Giacinto Gallina e Benedetto Croce.
Da La statua di carne furono tratti due film: nel 1921 La statua di carne di Mario Almirante e nel 1943 La statua vivente di Camillo Mastrocinque, considerata una delle pellicole antesignane del neorealismo.
Le sue commedie (in particolare Eleonora di Toledo) gli diedero grande notorietà in tutta la penisola con ampi consensi di pubblico, ma alla sua morte seguì una feroce critica delle sue opere.